# Dahliaphyllum almedae
Dahliaphyllum almedae är en flockblommig växtart som beskrevs av Lincoln Constance och Denis E. Breedlove. Dahliaphyllum almedae ingår i släktet Dahliaphyllum och familjen flockblommiga växter. Inga underarter finns listade i Catalogue of Life.